# Essouk
Essouk è un comune rurale del Mali facente parte del circondario di Kidal, nella regione omonima.